# Manuel Teixeira de Sousa
Manuel Teixeira de Sousa, primeiro barão de Camargos, (Ouro Preto, 20 de outubro de 1811 — 21 de agosto de 1878) foi um proprietário rural e político brasileiro.
Foi deputado provincial, deputado geral, vice-presidente de província e senador do Império do Brasil de 1860 a 1878.